# L'avvocato delle cause vinte
L'avvocato delle cause vinte (titolo originale Eeny Meeny Murder Mo) è la trentasettesima novella gialla di Rex Stout con Nero Wolfe protagonista.

## Storia editoriale
Il racconto fu pubblicato per la prima volta sulla rivista Ellery Queen's Mystery Magazine nel numero di marzo 1962 e in formato libro nella raccolta Homicide Trinity nel 1962.

## Trama
Una donna, segretaria di un importante studio legale, viene strangolata nello studio di Nero Wolfe, proprio con la cravatta dell'investigatore. Wolfe indaga per vendicare l'offesa arrecatagli e cerca di individuare quale dei soci dello studio si è lasciato corrompere per passare informazioni riservate alla controparte in un'importante causa di divorzio e ha poi, probabilmente, ucciso la donna per non essere scoperto.

### Personaggi principali
- Nero Wolfe: investigatore privato
- Archie Goodwin: assistente di Nero Wolfe e narratore di tutte le storie
- Fritz Brenner: cuoco e maggiordomo
- Theodore Horstmann: giardiniere di Nero Wolfe
- Saul Panzer, Fred Durkin e Orrie Cather: investigatori privati
- Nathaniel Parker: avvocato
- Lamont Otis: avvocato
- Bertha Aaron: segretaria di Lamont
- Frank Edey, Miles Heydeckes, Gregory Jett: avvocati, soci di Otis
- Ann Paige: avvocatessa
- Rita Sorell: ex-attrice di Broadway
- Cramer: ispettore della Squadra Omicidi
- Purley Stebbins: sergente della Squadra Omicidi

## Critica
"La trama ruota attorno a tradimenti e inganni in uno studio legale di Manhattan durante un grosso caso di divorzio. La storia aveva delle possibilità, ma Stout non ci tirò fuori granché. Avrebbe potuto muoversi in diverse direzioni più promettenti, rispetto al corso degli eventi che finisce per seguire. Il comportamento di alcuni personaggi non viene spiegato. I comportamenti di altri personaggi, anche se spiegati, non hanno molto senso. Semplicemente non sembra che l'omicida abbia una ragione abbastanza buona per commettere il delitto. Archie svolge qualche indagine e Wolfe trae qualche buona deduzione. I tentativi di sviamento non hanno molto successo. Un altro esempio di come la scrittura trascurata di Stout affondi una trama potenzialmente buona."
"Eeny Meeny Murder Mo ha un altro ottimo enigma nella tradizione di Not Quite Dead Enough. Mostra anche una buona narrazione dall'inizio alla fine."

## Opere derivate
Il racconto è stato adattato come prima parte dell'episodio Nero Wolfe: ospiti indesiderabili, facente parte della serie televisiva Nero Wolfe prodotta dall'emittente televisiva A&E Network, trasmesso per la prima volta il 3 giugno 2001, con Maury Chaykin nel ruolo di Nero Wolfe.

## Edizioni
- Rex Stout, Nero Wolfe in l'enigma della pistola, traduzione di Laura Grimaldi, collana I romanzi brevi di Rex Stout (n. 12), Arnoldo Mondadori Editore, 1984,  p. 253.